# Masies de Roda
Masies de Roda este o localitate în Spania în comunitatea Catalonia în provincia Barcelona. În 2007 avea o populație de 767 locuitori. Este situat in comarca Osona.
1. 1 2   http://www.idescat.cat/pub/?id=aec&n=925&t=2016 Lipsește sau este vid: |title= (ajutor)